# مسجد السيدة عجولة
مسجد السيدة عجولة هو مسجد تونسي يقع شمال مدينة تونس العتيقة في تونس العاصمة.

## الموقع

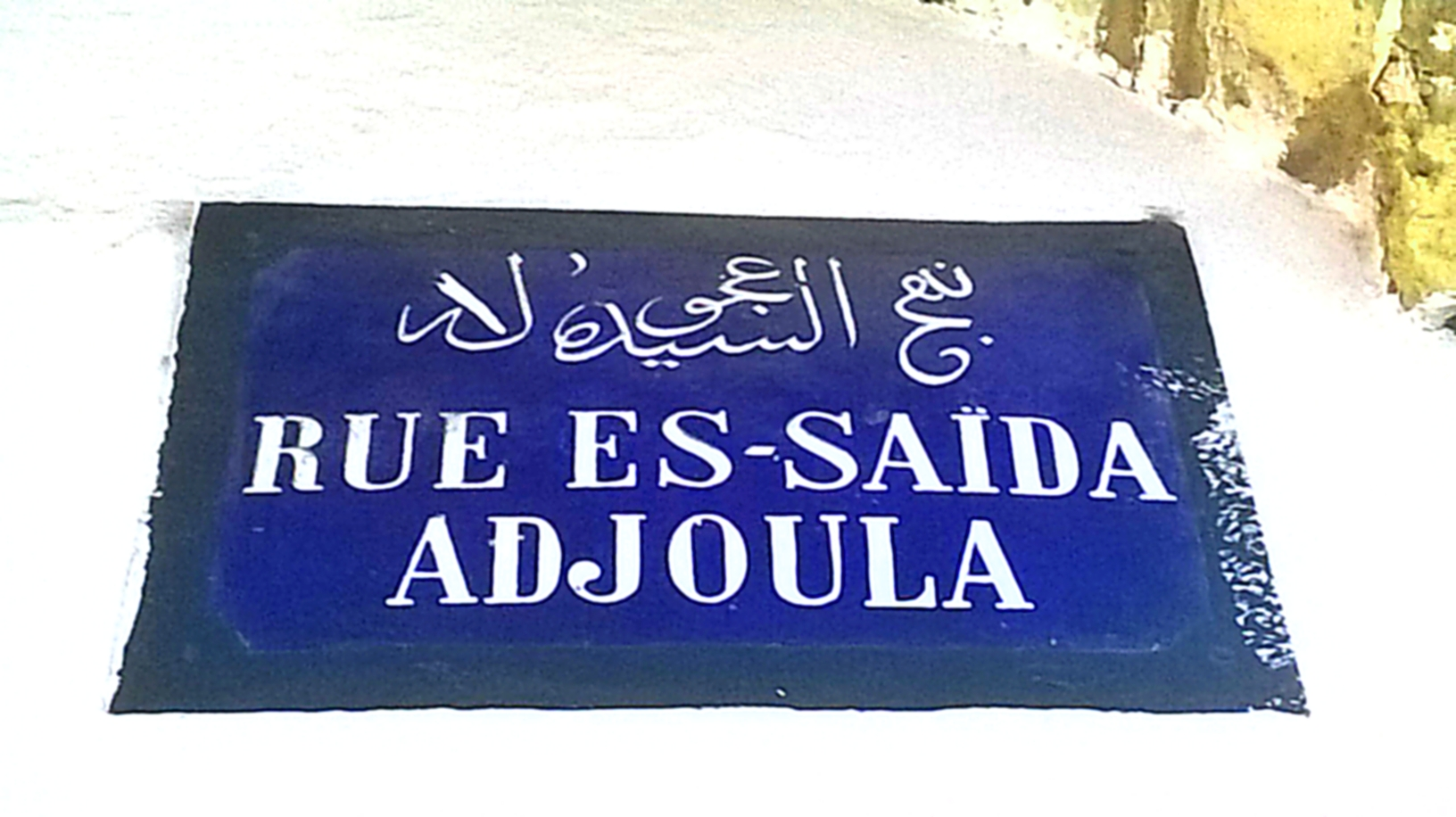
لوحة شارع تبين نهج السيدة عجولة.

يقع المسجد في 20 نهج السيدة عجولة.

## التسمية
ينسب المسجد للسيدة عجولة وهي ولية صالحة.

## التاريخ
شيد المسجد في 1874 (1291 هـ) تحت حكم الحسينيين كما هو مذكور على اللوحة التذكارية خارج المسجد، ولا يحتوي المسجد على مئذنة.

## معرض الصور

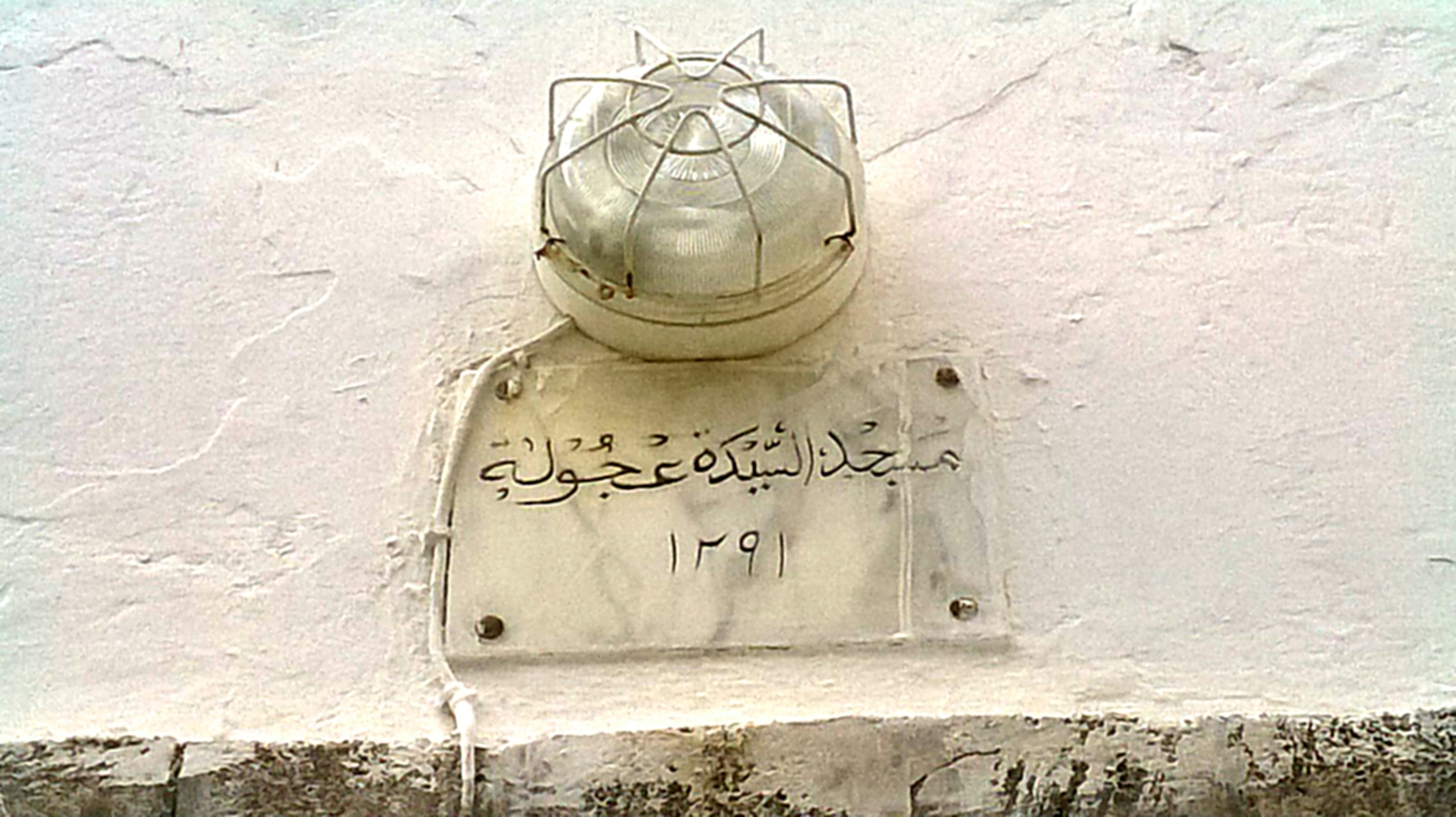
لوحة تذكارية خارج المسجد.
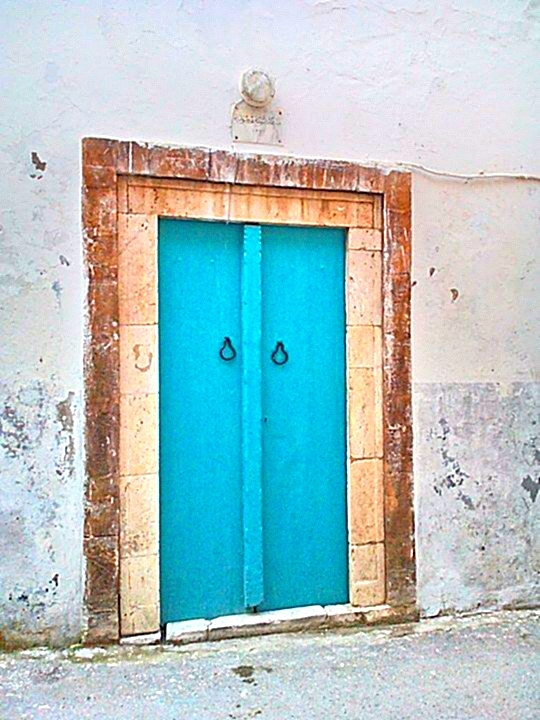
مدخل المسجد.

## مقالات ذات صلة
- مساجد مدينة تونس